# Småsporig flockskivling
Småsporig flockskivling (Floccularia rickenii) är en svampart som först beskrevs av Bohus, och fick sitt nu gällande namn av Wasser ex Bon 1990. Enligt Catalogue of Life ingår Småsporig flockskivling i släktet Floccularia,  och familjen Agaricaceae, men enligt Dyntaxa är tillhörigheten istället släktet Floccularia,  och familjen Squamanitaceae. Arten är reproducerande i Sverige. Inga underarter finns listade i Catalogue of Life.